# Ryanair
Ryanair (ISE RYA, LSE RYA, NASDAQ: RYAAY

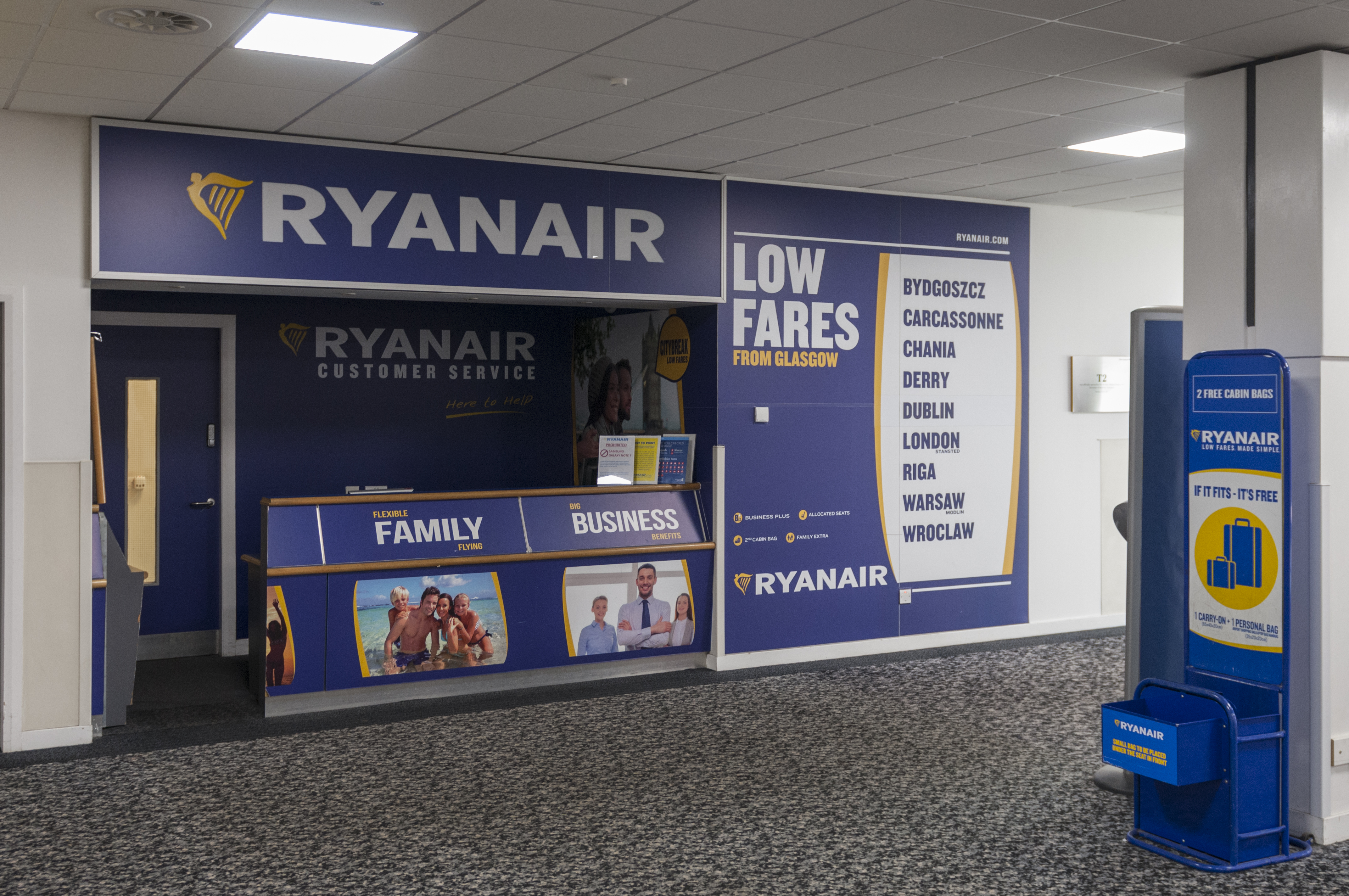
Mostrador a l'aeroport de Glasgow. Novembre de 2016

) és una línia aèria de baix cost irlandesa amb seu social a Irlanda fundada per la família Ryan l'any 1985 amb 25 treballadors, essent la primera ruta Waterford - Londres. És el transportista de línies aèries de baix cost més important d'Europa. Posseeix 209 rutes a 94 destins de 18 països. Al llarg dels anys s'ha convertit en l'aerolínia més rendible del món, gràcies a la seva reducció de costos i als seus competitius preus. Opera amb una flota d'avions Boeing, amb 74 del model B737-800 (capacitat de 189 passatgers) i 9 del model b737-200 (capacitat de 130 passatgers).
Ara mateix té un acord per adquirir 143 B737-800 nous amb opció a 193 més.
Ryanair és una de les empreses europees més polèmiques, lloada i criticada a la vegada. Els seus simpatitzants argumenten que els seus preus són molt bons, però els seus detractors l'acusen de saltar-se polítiques de la Unió Europea.

## Història

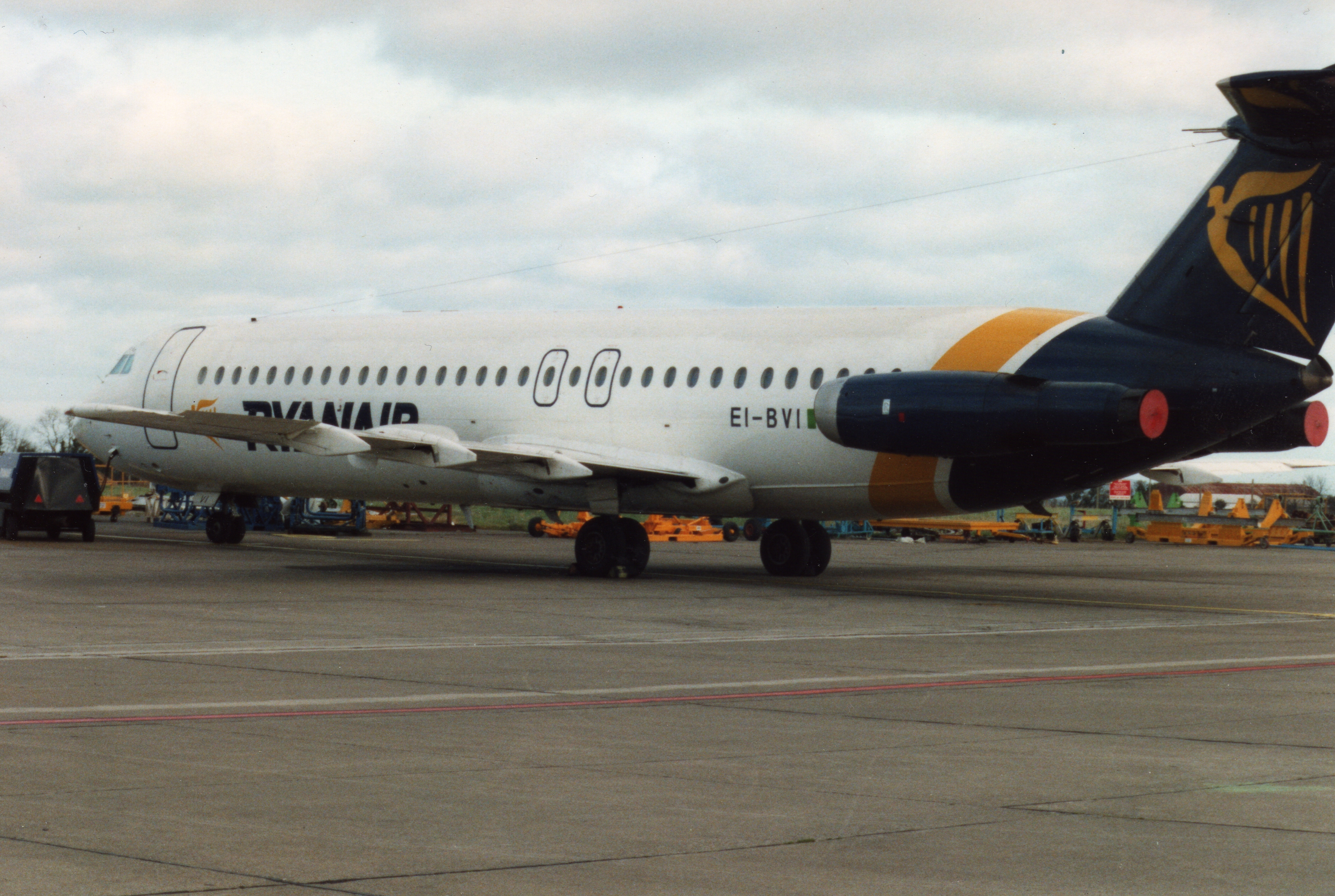
BAC 1-11 de Ryanair

### Primers anys
Ryanair fou fundada el 1985 per Tony Ryan, un empresari irlandès. L'aerolínia començà amb un petit avió d'hèlix de 15 places que volava entre Waterford i Londres Gatwick amb la intenció de trencar el monopoli de vols que existia aleshores en mans de British Airways i Aer Lingus. La seva segona ruta, afegida el 1986, fou entre Dublín i Londres (Luton). Aquell any va transportar 82.000 passatgers.
El nombre de passatgers i rutes continuà incrementant-se, però l'any 1991 entrà en xifres vermelles i va ser necessari reestructurar-la per sortir de la crisi. Michael O'Leary fou l'encarregat de fer-la rendible de nou. Per aconseguir les baixes xifres de preus, els avions havien de fer més d'un vol al dia, en lloc d'usar-lo només un cop al dia (com fan altres aerolínies), així com deixar de servir menjars i serveis com diaris o revistes. A més, el passatge de primera classe fou suprimit.
El 1995, Ryanair celebrà el seu desè aniversari amb 2,5 milions de passatgers.

### La Desregulació
Després de la desregulació de la indústria aèria el 1997, Ryanair estava llesta per expandir-se cap al continent. Començà a oferir vols a París, Oslo, Estocolm i Charleroi.
L'any 2000 l'aerolínia llança la seva pàgina de vendes per Internet amb la intenció de reduir encara més els costos venent els bitllets directament als passatgers. Un any més tard el 75% de les vendes de bitllets es feien a través d'Internet, i actualment aquesta xifra està al 95%.

### Europa Continental
Ryanair creà una nova base d'operacions a l'aeroport de Charleroi, a prop de Brussel·les, l'any 2001. El 2002 obrí 26 noves rutes i establí una altra base a Hahn, prop de Frankfurt. El 2003 obrí una nova base a Bèrgam, Itàlia.
El 2004 es crearen noves bases als aeroports de Roma (Aeroport de Roma Ciampino) i Girona (Aeroport de Girona Costa Brava), i d'aquesta manera passà a tenir 11 bases.

### Història recent
Durant el 2004, Michael O'Leary anuncià que un lluita a mort tindria lloc durant l'hivern entre les companyies de baix cost i que solament en sobreviurien 3 o 4.
A febrer del 2005 Ryanair anuncià la compra de 70 B737 més, ja que espera arribar als 70 milions de passatgers l'any 2011.
El 2018 els treballadors feren una vaga. Dos sindicats avisaren que els treballadors rebien amenaces sobre si feien la vaga.

## Competidors
Els rivals més importants són EasyJet, Vueling, Norwegian, Eurowings i Transavia.

## Flota

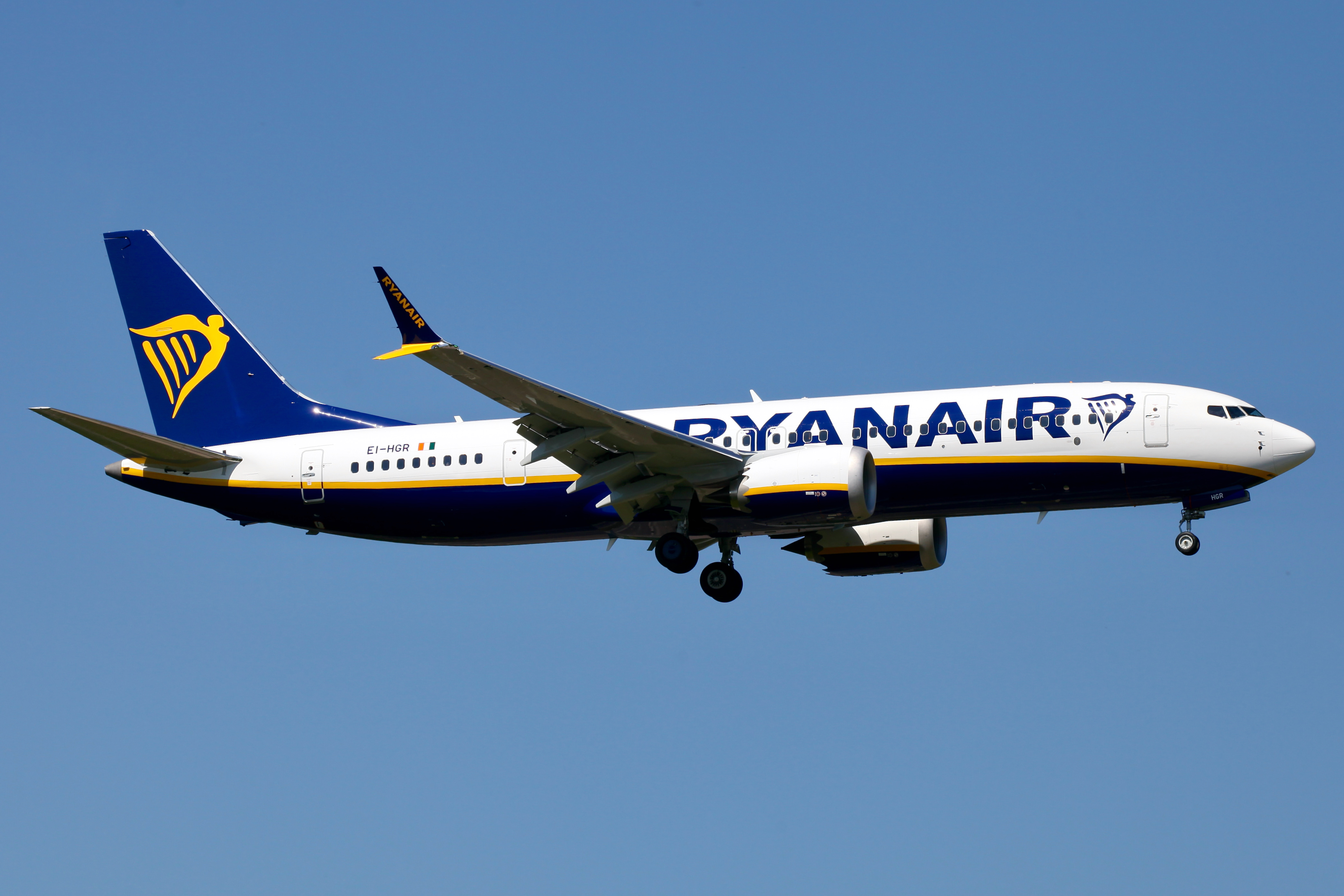
Boeing 737 Max de Ryanair

### Flota actual
L'abril de 2022 el Grup Ryanair comptava amb els següents avions de passatgers a les seves flotes:
| Avió               | En servei | Encarregats | Passatgers | Operador     | Notes                                                                                              |
| ------------------ | --------- | ----------- | ---------- | ------------ | -------------------------------------------------------------------------------------------------- |
| Airbus A320-200    | 29        | —           | 180        | Lauda Europe | |
| Boeing 737-700     | 1         | —           | 60         | Ryanair      | Versió amb seients corporatius, per a xàrter i entrenament. Un sol avió amb el codi de cua EI-SEV. |
| Boeing 737-800     | 235       | —           | 189        | Ryanair      | |
| Boeing 737-800     | 120       | —           | 189        | Malta Air    | |
| Boeing 737-800     | 46        | —           | 189        | Buzz         | |
| Boeing 737-800     | 8         | —           | 189        | Ryanair UK   | |
| Boeing 737 MAX 200 | 29        | 145         | 197        | Ryanair      | [ 6 ]                                                                                              |
| Boeing 737 MAX 200 | 24        | 145         | 197        | Malta Air    | [ 6 ]                                                                                              |
| Boeing 737 MAX 200 | 12        | 145         | 197        | Buzz         | [ 6 ]                                                                                              |
| Total              | 504       | 145         |            |              | |

## Destinacions

Destinacions de Ryanair

Vegeu també: Destinacions de Ryanair